# Reiko Shimizu
Reiko Shimizu (jap. 清水 玲子, Shimizu Reiko; * 26. März 1963 in der Präfektur Tokio, Japan) ist eine japanische Manga-Zeichnerin, deren Werke sich an jugendliche Mädchen und junge Frauen richten und somit dem Shōjo-Genre zuzuordnen sind. Sie arbeitet für den Hakusensha-Verlag.

## Leben
Ihren ersten Manga als professionelle Zeichnerin veröffentlichte Reiko Shimizu 1983 mit der Kurzgeschichte Sansaro Monogatari im Manga-Magazin LaLa, für das zu dieser Zeit unter anderem die beiden 24er Ryōko Yamagishi und Yumiko Ōshima zeichneten. Seit ihrem Debüt arbeitet Shimizu hauptsächlich für LaLa. Wie etwa auch Moto Hagio spezialisiert die Zeichnerin sich auf Science-Fiction-Geschichten, zu denen ihre Anfangswerke Noah no Uchūsen und Mōhitotsu no Shinwa gezählt werden können.
In Milky Way tauchten erstmals die beiden Roboter Jack und Elena auf, die ewig leben können. Dieser Manga wurde 1988 als 30-minütige Original Video Animation verfilmt und ist das bislang einzige Werk Shimizus, das als Anime umgesetzt wurde. Die beiden Figuren Jack und Elena agierten auch in weiteren ihrer Mangas als Hauptpersonen, so in den beiden Einzelbänden Tenshitachi no shinkaron und 22XX sowie in der über 800 Seiten umfassenden Manga-Serie Ryū no nemeru hoshi. Von 1988 bis 1993 veröffentlichte sie den Mystery-Manga Tsuki no Ko in über 2300 Seiten im LaLa. Darin verwendet sie Motive von Hans Christian Andersens Die kleine Meerjungfrau und erzählt von einem jungen New Yorker Tänzer, der bei einem Autounfall einen Jungen kennenlernt, der keine Erinnerungen mehr mit sich trägt und scheinbar ein Nachkomme einer Meerjungfrau.
Ihr größter Erfolg gelang Reiko Shimizu mit Prinzessin Kaguya, das auf das japanische Volksmärchen Taketori Monogatari aufbaut und von Moto Hagios Science-Fiction-Manga They were Eleven beeinflusst wurde. Die adoptierte, 15-jährige Akira soll auf die Insel Kabuchi kommen, um an einem Trainingscamp teilzunehmen. Dort trifft sie auf andere Jugendliche, die – wie auch Akira – in ihrer Kindheit als Menschenopfer für die Mondprinzessin Kaguya ausgewählt wurden. Prinzessin Kaguya, das in Japan von 1993 bis 2004 in über 5000 Seiten im LaLa veröffentlicht und in 27 Sammelbände zusammengefasst wurde, erschien unter anderem auch in Frankreich, Italien und Deutschland und gewann 2002 den Shōgakukan-Manga-Preis.
Aktuell zeichnet die Autorin, die auch drei Artbooks herausbrachte, an dem Thriller Himitsu – Top Secret für das Manga-Magazin Melody. Himitsu – Top Secret war 2002 für den Osamu-Tezuka-Kulturpreis nominiert, musste sich aber Takehiko Inoues Vagabond geschlagen geben.

## Werke (Auswahl)
- Sansaro Monogatari (三叉路物語), 1983
- Noah no Uchūsen (ノアの宇宙船), 1985
- Mōhitotsu no Shinwa, 1986
- Milky Way (ミルキーウェイ, Mirukī Wei), 1986
- Tenshitachi no Shinkaron (天使たちの進化論), 1986
- Ryū no nemeru Hoshi (竜の眠る星), 1987–1988
- Tsuki no Ko (月の子), 1988–1993
- 22XX, 1994
- Prinzessin Kaguya (輝夜姫, Kaguya Hime), 1993–2004
- Wild Cats, 2000
- Himitsu – Top Secret (秘密 ―トップ・シークレット―, Himitsu – Toppu Shīkuretto), seit 2001